# Jodium-131
Jodium-131 of 131I is een radioactieve isotoop van jodium. De isotoop komt van nature niet op Aarde voor. Jodium-131 ontstaat door kernsplijting van zwaardere elementen, zoals thorium en uranium. Het is - naast cesium-134 en cesium-137 - vrijgekomen bij de kernramp van Fukushima. Ook tijdens de kernramp van Tsjernobyl is de isotoop ontstaan. Jodium-131, dat een hoge affiniteit voor de schildklier bezit, is een typische bètastraler, die mutaties en de dood kan veroorzaken. 
Jodium-131 ontstaat onder meer bij het radioactief verval van telluur-131.
{\displaystyle {\ce {{^{131}_{52}Te}->{^{131}_{53}I}+{e^{-}}+{\bar {\nu }}_{e}}}}

## Radioactief verval
Jodium-131 vervalt door β−-verval naar de stabiele isotoop xenon-131:
{\displaystyle {\ce {{^{131}_{53}I}->{^{131}_{54}Xe}+{e^{-}}+{\bar {\nu }}_{e}}}}
De halveringstijd bedraagt ongeveer acht dagen.

## Productie
Jodium-131 wordt geproduceerd in een kernreactor, waarbij telluur wordt bestraald met neutronen. Daarbij ontstaat vrijwel uitsluitend jodium-131 (andere jodiumisotopen zijn kortlevender en vervallen sneller tot andere vervalproducten). De zwaarste natuurlijk voorkomende langlevende radio-isotoop van telluur, namelijk telluur-130, absorbeert een neutron, waardoor telluur-131 wordt gevormd. Deze isotoop bezit een halveringstijd van 25 minuten en vervalt dus snel tot jodium-131.
{\displaystyle {\ce {^{130}_{52}Te + n -> ^{131}_{52}Te}}}
{\displaystyle {\ce {{^{131}_{52}Te}->{^{131}_{53}I}+{e^{-}}+{\bar {\nu }}_{e}}}}

## Toepassingen
Jodium-131 wordt gebruikt in de nucleaire geneeskunde bij behandeling van onder meer hyperthyreoïdie en schildklierkanker. Het wordt typisch toegediend onder de vorm van natrium- of kaliumjodide.
Daarnaast wordt de radio-isotoop ook aangewend als radioactieve tracer om bepaalde moleculen te merken. De uitgezonden gammastraling kan worden gedetecteerd met behulp van een gammacamera. De gemerkte moleculen kunnen ook ingezet worden bij bepaalde radiotherapieën, zoals de behandeling van feochromocytoom en neuroblastomen. Jodium-131 werkt daarbij op korte afstand, omdat bètastraling typisch een korte dracht heeft. De uitgezonden bètastraling vernietigt ongeveer 90% van het kwaadaardige weefsel. De rest geschiedt via gammastraling.
107I · 108I · 109I · 110I · 111I · 112I · 113I · 114I · 114mI · 115I · 116I · 116mI · 117I · 118I · 118mI · 119I · 120I · 120m1I · 120m2I · 121I · 121mI · 122I · 123I · 124I · 125I · 126I · 127I · 128I · 128m1I · 128m2I · 129I · 130I · 130m1I · 130m2I · 130m3I · 130m4I · 131I · 132I · 132mI · 133I · 133m1I · 133m2I · 134I · 134mI · 135I · 136I · 136mI · 137I · 138I · 139I · 140I · 141I · 142I · 143I · 144I · 145I